# Перелік пам'яток культурної спадщини, що не підлягають приватизації (Одеська область)
В Одеській області до переліку пам'яток культурної спадщини, що не підлягають приватизації, внесено 94 об'єктів культурної спадщини України.

## Одеська міська рада
| Найменування пам'ятки                                                 | Час створення                                | Місце розташування                                                             | Охоронний номер |
| --------------------------------------------------------------------- | -------------------------------------------- | ------------------------------------------------------------------------------ | --------------- |
| Дюківський сад                                                        | початок XIX сторіччя, 30-ті роки XX сторіччя | м. Одеса, вул. Балківська                                                      | 937-Од          |
| Стурдзовська богадільня із Скорбященською церквою                     | 1849-1852 роки                               | м. Одеса, вул. В. Бєлінського, 2                                               | 355-Од          |
| Будівля амбулаторії                                                   | 1911 рік                                     | м. Одеса, вул. В. Бєлінського, 11                                              | 357             |
| Міст (Поліцейський)                                                   | 1889-1890 роки                               | м. Одеса, вул. І. Буніна                                                       | 107-Од          |
| Комплекс споруд палацу Воронцова:                                     | 1826-1828 роки                               | м. Одеса, пров. Воронцовський, 2                                               | 546/0           |
| палац                                                                 | 1826-1828 роки                               | м. Одеса, пров. Воронцовський, 2                                               | 546/1           |
| стайня                                                                | 1826-1828 роки                               | м. Одеса, пров. Воронцовський, 2                                               | 546/2           |
| бельведер                                                             | 1826-1828 роки                               | м. Одеса, пров. Воронцовський, 2                                               | 546/3           |
| Будівля прозектури                                                    | 1900-1902 роки                               | м. Одеса, вул. Академіка В. Воробйова, 5                                       | 172-Од/1        |
| Комплекс "Міська психіатрична лікарня":                               | 1892-1898 роки                               | м. Одеса, вул. Академіка В. Воробйова, 9                                       | 172-Од          |
| адміністративний корпус                                               | 1892-1898 роки                               | м. Одеса, вул. Академіка В. Воробйова, 9                                       | 172-Од/1        |
| кухонний корпус                                                       | 1892-1898 роки                               | м. Одеса, вул. Академіка В. Воробйова, 9                                       | 172-Од/2        |
| господарсько- побутовий корпус                                        | 1892-1898 роки                               | м. Одеса, вул. Академіка В. Воробйова, 9                                       | 172-Од/3        |
| пішохідна галерея                                                     | 1892-1898 роки                               | м. Одеса, вул. Академіка В. Воробйова, 9                                       | 172-Од/4        |
| лікарня (8 павільйонів)                                               | 1892-1898 роки                               | м. Одеса, вул. Академіка В. Воробйова, 9                                       | 172-Од/5        |
| Колонія (7 павільйонів)                                               | 1892-1898 роки                               | м. Одеса, вул. Академіка В. Воробйова, 9                                       | 172-Од/6        |
| котельня                                                              | 1892-1898 роки                               | м. Одеса, вул. Академіка В. Воробйова, 9                                       | 172-Од/7        |
| приватницька                                                          | 1892-1898 роки                               | м. Одеса, вул. Академіка В. Воробйова, 9                                       | 172-Од/8        |
| Будинок офіцерського зібрання                                         | 1876 рік                                     | м. Одеса, вул. Гаванна, 4                                                      | 255-Од          |
| Строганов міст                                                        | 1863 рік                                     | м. Одеса, вул. Грецька                                                         | 91-Од           |
| Будинок Російського театру                                            | 1910-1912 роки                               | м. Одеса, вул. Грецька, 48                                                     | 576-Од          |
| Будинок літературно- артистичного товариства                          | 1914 рік                                     | м. Одеса, вул. Грецька, 50                                                     | 99-Од           |
| Міст на лінії трамвая N 19                                            | 1910 рік                                     | м. Одеса, вул. Дача Т. Ковалевського, 3                                        | 327             |
| Будівля технологічного інституту                                      | 1936-1937 роки                               | м. Одеса, вул. Дворянська, 1                                                   | 163-Од          |
| Будівля Рішельєвського ліцею                                          | 1857 рік                                     | м. Одеса, вул. Дворянська, 2                                                   | 164-Од          |
| Будівля головного корпусу Одеського інженерно- будівельного інституту | 1929-1932 роки                               | м. Одеса, вул. В. Дідріхсона, 4                                                | 443/1-Од        |
| Будівля старої біржі                                                  | 1828-1834 роки, 1871-1873 роки               | м. Одеса, пл. Думська, 1                                                       | 547             |
| Новіков міст                                                          | 1822-1924 роки                               | м. Одеса, вул. В. Жуковського                                                  | 45-Од           |
| Казарми Сабанські                                                     | 1827 рік                                     | м. Одеса, вул. Канатна, 23                                                     | 556             |
| Будівля технологічного інституту                                      | 1952 рік                                     | м. Одеса, вул. Канатна, 112                                                    | 823             |
| Будинок Інституту зв'язку                                             | 1950-ті роки                                 | м. Одеса, вул. Кузнєчна, 1-3, ріг пров. Лютеранського                          | 952             |
| Палац Гагаріна                                                        | 1842-1850 роки                               | м.Одеса, вул. Ланжеронівська, 2                                                | 1460            |
| Будинок археологічного музею                                          | 1883 рік                                     | м. Одеса, вул. Ланжеронівська, 4                                               | 1461            |
| Будівля англійського клубу                                            | 1841-1842 роки, кінець XIX сторіччя          | м. Одеса, вул. Ланжеронівська, 6                                               | 1462            |
| Будівля театру опери та балету                                        | 1884-1887 роки                               | м. Одеса, вул. Ланжеронівська, 6, пров. П. Чайковського                        | 549             |
| Фонтан                                                                | друга половина XIX сторіччя                  | м. Одеса, вул. Ланжеронівська                                                  | 526-Од          |
| Будинок вокзалу станції "Одеса-Мала"                                  | 1904-1906 роки                               | м. Одеса, Люстдорфська дорога, 2                                               | 951-Од          |
| Будівля інституту шляхетних дівчат                                    | 1824-1890 роки                               | м. Одеса, вул. І. Мечникова, 34                                                | 138-Од          |
| Будинок житловий                                                      | 1880-ті роки                                 | м. Одеса, пров. П. Нахімова, 8, ріг вул. Канатної, 3                           | 807-Од          |
| Будівля головного корпусу Одеського медичного інституту               | 1897-1899 роки                               | м. Одеса, вул. Ольгієвська, 4                                                  | 147-Од          |
| Будинок Одеського театру музичної комедії                             | 1981 рік                                     | м. Одеса, вул. Пантелеймонівська, 3                                            | 962-Од          |
| Будівля земської управи                                               | 1899 рік                                     | м. Одеса, вул. Пантелеймонівська, 17                                           | 262-Од          |
| Будівля судових установ                                               | 1893-1895 роки                               | м. Одеса, вул. Пантелеймонівська, 19                                           | 263-Од          |
| Будівля бактеріологічної станції                                      | 1895 рік                                     | м. Одеса, вул. Л. Пастера, 2, ріг вул. Старопорто- франківської                | 151-Од          |
| Будівля лікарні                                                       | 1806-1812 роки                               | м. Одеса, вул. Л. Пастера, 5                                                   | 550             |
| Будівля клініки                                                       | 1899-1902 роки                               | м. Одеса, вул. Л. Пастера, 7                                                   | 152-Од          |
| Будівля клініки                                                       | 1899-1902 роки                               | м. Одеса, вул. Л. Пастера, 9                                                   | 153-Од          |
| Будівля міської публічної бібліотеки                                  | 1904-1906 роки                               | м. Одеса, вул. Л. Пастера, 13                                                  | 1464            |
| Будівля театру Сибірякова                                             | 1903, 1914 роки                              | м. Одеса, вул. Л. Пастера, 15                                                  | 154-Од          |
| Будівля Одеського державного університету                             | 1897-1898 роки                               | м. Одеса, вул. Л. Пастера, 27                                                  | 158-Од          |
| Будівля пасажирського морського вокзалу                               | кінець XIX сторіччя                          | м. Одеса, вул. Приморська, 6 (Одеський морський торговельний порт)             | 305             |
| Будівля управління торговельного порту                                | початок XIX - кінець XIX сторіччя            | м. Одеса, Порт морський                                                        | 306             |
| Воронцовський маяк                                                    | 1888, 1954 роки                              | м. Одеса, Порт морський                                                        | 308             |
| "Червоні (нові) пакгаузи"                                             | 1896 рік                                     | м. Одеса, Порт морський                                                        | 559             |
| Будівля Павловського комерційного училища                             | 1877 рік                                     | м. Одеса, вул. Преображенська, 8                                               | 233-Од          |
| Будівля художнього училища                                            | початок XIX сторіччя                         | м. Одеса, вул. Преображенська, 14                                              | 237-Од          |
| Будівля наукової бібліотеки Одеського національного університету      | 1899-1902 роки                               | м. Одеса, вул. Преображенська, 24                                              | 241-Од          |
| Будівля залізничного вокзалу                                          | 1950-1952 роки                               | м. Одеса, пл. Привокзальна                                                     | 182-Од          |
| Адміністративна споруда                                               | початок XX сторіччя                          | м. Одеса, пров. Привокзальний, 2                                               | 274             |
| Комплекс будівель станції "Одеса-порт"                                | 1907-1910 роки                               | м. Одеса, вул. Приморська, 8-10                                                | 868/0-Од        |
| Підпірні стіни                                                        | 1830-1840 роки                               | м. Одеса, бульв. Приморський                                                   | 765             |
| Будинок державних установ                                             | 1827-1830 роки                               | м. Одеса, бульв. Приморський, 7, пл. Катерининська, 2, пров. Воронцовський, 13 | 543             |
| Житловий будинок Маразлі                                              | 1856 рік                                     | м. Одеса, вул. Пушкінська, 4                                                   | 194-Од          |
| Палац Абази                                                           | 1856-1858 роки                               | м. Одеса, вул. Пушкінська, 9                                                   | 551             |
| Будівля Нової біржі                                                   | 1894-1899 роки                               | м. Одеса, вул. Пушкінська, 17, ріг вул. І. Буніна, 15                          | 552             |
| Будівля державного банку                                              | 1956 рік                                     | м. Одеса, вул. Рішельєвська, 6                                                 | 86-Од           |
| Будівля Російсько-Азіатського банку                                   | 1911 рік                                     | м. Одеса, вул. Рішельєвська, 8                                                 | 87-Од           |
| Сабанєєв міст                                                         | 1829-1831 роки, 1834-1836 роки, 1980 рік     | м. Одеса, Сабанєєв міст                                                        | 124-Од          |
| Будинок музичної школи імені П.С. Столярського                        | 1938-1939 роки                               | м. Одеса, Сабанєєв міст, 1                                                     | 125-Од          |
| Будівля галереї картинної                                             | 1896-1897 роки                               | м. Одеса, Сабанєєв міст, 4                                                     | 126-Од          |
| Будівля поштамту                                                      | 1893-1895 роки                               | м. Одеса, вул. Садова, 10                                                      | 222-Од          |
| Палац Потоцького                                                      | 1810, 1852 роки                              | м. Одеса, вул. Софіївська, 5а                                                  | 554             |
| Будівля другої чоловічої гімназії                                     | 1897 рік                                     | м. Одеса, вул. Старопорто- франківська, 26                                     | 59-Од           |
| Будівля нічліжного притулку                                           | 1881 рік                                     | м. Одеса, вул. Старопорто- франківська, 28                                     | 60-Од           |
| Інвалідний будинок міщанської управи                                  | 1890 рік                                     | м. Одеса, вул. Старопорто- франківська, 34                                     | 855-Од          |
| Будинок залізничної станції                                           | початок XX сторіччя                          | м. Одеса, вул. Старосінна, 33                                                  | 286             |
| "Горбатий міст"                                                       | 1890 рік                                     | м. Одеса, станція Товарна                                                      | 1071-Од         |
| Житловий будинок та комплекс навчально-адміністративних споруд        | кінець XIX сторіччя                          | м. Одеса, вул. Торгова, 15                                                     | 70-Од           |
| Будівля чоловічої гімназії                                            | 1880 рік                                     | м. Одеса, вул. Успенська, 1, ріг вул. В. Бєлінського                           | 976-Од          |
| Фонтан "Дівчина з глечиком"                                           | середина XIX сторіччя                        | м. Одеса, бульв. Французький, 52                                               | 19              |
| Комплекс дачного містечка на Французькому бульварі                    | кінець XIX - початок XX сторіччя             | м. Одеса, бульв. Французький, 85                                               | 934/0-Од        |
| Астрономічна обсерваторія                                             | 1870-1871 роки                               | м. Одеса, парк імені Т. Г. Шевченка                                            | 303             |
| Аркада карантинна з вежею                                             | 1803-1807 роки                               | м. Одеса, парк імені Т. Г. Шевченка                                            | 558             |
| Бастіон Хаджибейської фортеці                                         | 1793 рік                                     | м. Одеса, парк імені Т. Г. Шевченка                                            | 1017            |
| Ланжеронівська арка                                                   | 1830 рік                                     | м. Одеса, парк імені Т. Г. Шевченка                                            | 650/84          |
| Навчальні будинки Рішельєвського ліцею                                | 1850-ті роки                                 | м. Одеса, вул. М. Щепкіна, 12                                                  | 1038-Од         |

## Ананьївський район
| Будівля школи          | 1850 рік            | м. Ананьїв, вул. Героїв України, 45 | 4 |
| Будівля міської управи | 1870 рік            | м. Ананьїв, вул. Незалежності, 20   | 2 |
| Будівля училища        | кінець XIX сторіччя | м. Ананьїв, вул. О. Пушкіна, 62     | 5 |

## Балтський район
| Будівля гімназії (школа-інтернат № 1) | XIX сторіччя | м. Балта, вул. Т. Шевченка, 16 | 17 |

## Білгород-Дністровський район
| Будівля туберкульозного санаторію | початок XX сторіччя | м. Білгород- Дністровський, вул. Військової Слави, 17 | 37 |

## Ізмаїльський район
| Житловий будинок з дворовим флігелем Ф. Тульчианова | 1880-1890 роки | м. Ізмаїл, вул. Тульчианівська, 49 | 51 |
| Міський сад з фонтанами і огорожею                  | 1842-1845 роки | м. Ізмаїл, просп. О. Суворова      | 63 |

## Савранський район
| Дендропарк садиби І. Любомирського | XIX сторіччя | с. Гетьманівка | 99 |